# Championnat de Suisse de beach soccer
Le championnat de Suisse de beach soccer est une compétition annuelle de beach-soccer. Plus connu sous le nom de Swiss Beach Soccer League, il regroupe les clubs helvètes de beach soccer masculin.

## Histoire
En 2013, les Sable Dancers de Berne battent les champions en titre du Grasshopper CZ 10 à 3.
En 2014, la Suzuki Swiss Beach Soccer League est considérée comme un des trois meilleurs championnats de Beach Soccer dans le monde. Les tenants du titre sont les Sable Dancers de Berne. Au total, plus de 40 joueurs internationaux du monde entier font alors partie des contingents des clubs de la Suzuki League.

## Clubs en 2023
- LNA
  - Grasshopper CZ
  - BSC Havana Shots Argovie
  - BSC Winti Panthers
  - BSC 54 Baden
  - BSC Thoune
  - BSC Barracudas Bienne
- LNB
  - Lokomotive Roggeli
  - BSC Havana Shots Argovie réserve
  - Team Limmattal
  - BSC Winti Panthers réserve
  - BSC Illyrian Dietikon
  - The Blues

## Palmarès
| Année | Champion               | Finaliste                     | Meilleur joueur               | Meilleur gardien              | Meilleur buteur               | Recrue de l’année             | Prix du Fairplay              |
| ----- | ---------------------- | ----------------------------- | ----------------------------- | ----------------------------- | ----------------------------- | ----------------------------- | ----------------------------- |
| 2006  | Scorpions Bâle         | Soldatini Calcio Thoune       |                               |                               |                               |                               |                               |
| 2007  | Scorpions Bâle         | Havana Shots Argovie          |                               |                               |                               |                               |                               |
| 2008  | Scorpions Bâle         | Havana Shots Argovie          |                               |                               |                               |                               |                               |
| 2009  | Havana Shots Argovie   | Team Zurich                   |                               |                               |                               |                               |                               |
| 2010  | Scorpions Bâle         | Sable Dancers de Berne        |                               |                               |                               |                               |                               |
| 2011  | Scorpions Bâle         | Havana Shots Argovie          |                               |                               |                               | Noël Ott                      |                               |
| 2012  | Grasshopper CZ         | Sable Dancers de Berne        | Noël Ott                      | Nico Jung                     | Noël Ott                      | Tobi Steinemann               | Beach Kings Emmen             |
| 2013  | Sable Dancers de Berne | Grasshopper CZ                | Sandro Spaccarotella          | Valentin Jaeggy               | Charles Labaste               | Glen Hodel                    | BSC Winti Panthers            |
| 2014  | Sable Dancers de Berne | Grasshopper CZ                | Moritz Jaeggy                 | Manuel Bruder                 | Noël Ott                      | Nicolas Stucki                |                               |
| 2015  | Chargers Bâle-Campagne | Grasshopper CZ                |                               |                               |                               |                               |                               |
| 2019  | Grasshopper CZ         | Chargers Bâle-Campagne        |                               |                               |                               |                               |                               |
| 2020  |                        | pas de championnat (Covid-19) | pas de championnat (Covid-19) | pas de championnat (Covid-19) | pas de championnat (Covid-19) | pas de championnat (Covid-19) | pas de championnat (Covid-19) |
| 2021  | BSC Lions Riviera      |                               |                               |                               |                               |                               |                               |
| 2022  | Havana Shots Argovie   |                               |                               |                               |                               |                               |                               |
| 2023  | Havana Shots Argovie   | Grasshopper CZ                |                               |                               |                               |                               |                               |